# I Don’t Hear Nothin’ but the Blues Volume 3 Part 2: Exuberant Scars
I Don’t Hear Nothin’ but the Blues Volume 3 Part 2: Exuberant Scars ist ein Musikalbum von Jon Irabagon. Die 2023 im Veranstaltungsort The Stone in New York City entstandenen Aufnahmen erschienen am 30. Juli 2024 auf Irabagons Label Irabbagast Records.

## Hintergrund
Exuberant Scars ist das vierte Album der Reihe I Don’t Hear Nothin’ but the Blues des in Chicago ansässigen Saxophonisten Jon Irabagon. Es entstand mit gleichgesinnten, in New York ansässigen Kollegen, dem Schlagzeuger und Perkussionisten Mike Pride sowie den Gitarristen Mick Barr und Ava Mendoza. Das Album wurde im September 2023 live  aufgenommen, von Pride abgemischt und gemastert. Die Reihe I Don’t Hear Nothin’ but the Blues begann als Duo, bestehend aus Irabagon und Pride (das selbstbetitelte Album erschien 2009), wurde durch die Hinzunahme von Barr zu einem Trio erweitert (Volume 2: Appalachian Haze, Irabbagast, 2012) und schließlich durch die Hinzunahme von Mendoza zu einem Quartett (Volume 3: Anatomical Snuffbox, Irabbagast, 2020).

## Titelliste
- Jon Irabagon: I Don’t Hear Nothin’ but the Blues Volume 3 Part 2: Exuberant Scars

1. Exuberant Scars 45:52

## Rezeption
Nach Ansicht von Mark Corroto, der das Album in All About Jazz rezensierte, ist großartige improvisierte Musik, wie chaotische Systeme in der Theorie, vorhersehbar, auch wenn sie zufällig erscheinen mag. Irabagons Quartett würde in dieser 46-minütigen Improvisation versteckte Muster enthüllen. Beginnend mit Prides Lamellophon und Marimba, bevor er sich wieder seinem Schlagzeug zuwendet, fänden Irabagon und die Gitarren von Mendoza und Barr eine Art „Ordnung in der Unordnung“. Während die Intensität zunehme, nehme auch der Tumult zu. Das Handgemenge, insbesondere [in Form von] Irabagons Saxophonspiel, das gegen zwei Gitarren antrete, und die Energie, die Mendoza und Barr erzeugen, würden die ganze Zeit über im Mittelpunkt stehen.
Exuberant Scars würde dort weitermachen, wo Anatomical Snuffbox aufgehört habe, meinte Eyal Hareuveni in Salt Peanuts. Das Album beinhalte ein 46-minütiges, frei improvisiertes Stück, das die volle Kraft des Quartetts ausschöpfe und die ekstatische, intensive und straffe Dynamik hervorhebe, immer auf der Suche nach rohen und harten Kollisionen und oft flirtend mit dem Chaos. Die Dynamik des Quartetts werde im Verlauf des Stückes komplexer, wenn Pride den Tumult mit dem chromatischen Lamellophon und der Marimba färbe.